# Alessandria del Caucaso
Alessandria del Caucaso (in greco Αλεξάνδρεια στον Καύκασο?, in latino Alexandria ad Caucasum) fu una città fondata da Alessandro Magno nella Battria meridionale, nei pressi della moderna città afgana di Bagram. Anche nota come Kapisa nel Medioevo, la città occupava un importante incrocio di vie di comunicazione alle pendici meridionali dell'Hindu Kush, nel paese dei Paropamisadae.
Il nome è spiegato dal fatto che gli antichi Greci chiamavano il "Caucaso" (Καύκασος) tutte le catene montuose che si estendevano lungo e tra il Mar Nero, il Caspio e l'Aral dall'est Ponto al Pamir (ancora nel XIX secolo il Kopet Dag era chiamato Caucaso turkmeno e l'Hindu Kush Caucaso afgano). Vi sono informazioni di Eratostene  o rappresentazioni geografiche degli antichi, secondo le quali le montagne separano il mondo abitato in due parti, quella settentrionale e quella meridionale (e che attraversano quasi tutta l'Eurasia), chiamata nell'antichità la parte meridionale del montagne il Tauro(Ταύρος) e chiamata Caucaso (Καύκασος) parte del montagne settentrionale.

## Storia
Dopo che Ciro il Grande la distrusse nel 500 a.C. durante una campagna nella regione contro i nomadi e suo figlio Dario I la ricostruì, la città fu rifondata nel marzo del 329 a.C. da Alessandro Magno. Questi, secondo Curzio Rufo, la popolò di 7000 macedoni, 3000 mercenari e migliaia di nativi, oppure secondo le stime di Diodoro Siculo con 7000 nativi, 3000 ausiliari di campo e alcuni mercenari greci. La nuova città era costruita sul modello delle città greche, secondo lo schema ippodameo che prevedeva tre assi longitudinali, orientati in direzione est-ovest, intersecati da assi perpendicolari, orientati in direzione nord-sud: l'intersezione di questi assi veniva a formare isolati rettangolari. Le fortificazioni erano rinforzate da torri agli angoli formati dalle mura.
Con lo sviluppo dell'impero Maurya, il fondatore dell'impero Chandragupta Maurya si scontrò con le forze macedoni di Seleuco I nel 305 a.C. Al termine del breve conflitto, Gandhāra, Arachosiae e la regione a sud di Bagram (l'estremo  sud-est dell'odierno Afghanistan) caddero sotto il controllo dei Maurya. Durante i 120 anni di dominio Maurya, a Bagram e nal sud dell'Afganistan venne introdotto il Buddhismo, che divenne una delle maggiori religioni della regione con lo Zoroastrismo e le locali religioni intinte di paganesimo.
Durante il Regno indo-greco Alessandria fu utilizzata come capitale da alcuni sovrani; Eucratide I (170-145 a.C.) coniò alcune monete in cui era raffigurato Zeus, indicato come "divinità di Kapisa".
In questo periodo in cui la città svolse un ruolo importante politico ed economico, ebbe infatti una fiorente comunità buddista; durante il regno del sovrano Menandro I, il monaco buddista greco Mahadharmaraksita lasciò Alasandra (probabilmente Alessandria) con 30000 monaci per recarsi all'inaugurazione della grande stupa di Anurādhapura, in Sri Lanka.
In seguito, Alessandria divenne parte della capitale dell'impero Kusana, durante il I secolo. I rinvenimenti archeologici, appartenenti al cosiddetto Tesoro di Bagram, sono indicativi, per la loro varietà, degli intensi scambi commerciali fra l'impero Kusana e tutti i maggiori centri culturali durante l'età classica, data la posizione centrale dell'impero nelle vie commerciali.
In seguito divenne parte dell'Impero sassanide.
Dopo l'invasione degli Eftaliti, la città divenne a sua volta capitale del piccolo regno dei Nezak (Unni iraniani). Kapisa è descritta ancora nel VII secolo d.C. dal viaggiatore cinese Xuanzang. La chiama Kapisi, capitale di Kapisa. Egli trascorse un'estate in città e testimonia l'esistenza di un culto attorno a una divinità elefantiaca. In questo periodo, i Shahi turchi governavano già in questa zona. È molto probabile che Kapisa sia stata un'importante zecca sotto gli Indo-Greci, i Kushana, i Sassanidi e probabilmente anche sotto gli Unni iraniani.